# ملفين كينغ
ملفين كينغ (بالإنجليزية: Melvin King)‏ (18 نوفمبر 1985 بليبيريا - ) هو لاعب كرة قدم ليبيري في مركز حراسة المرمى. شارك مع منتخب ليبيريا لكرة القدم. أما مع النوادي، فقد لعب مع أشانتي غولد وسيوي سبورت دي سان بيدرو وSekondi Hasaacas F.C. ‏ وInvincible Eleven ‏ وGedi & Sons FC ‏.

## وصلات خارجية
- ملفين كينغ على موقع الاتحاد الدولي (مؤرشف)  (الإنجليزية)
- ملفين كينغ على موقع قاعدة بيانات كرة القدم.إي يو (الإنجليزية)
- ملفين كينغ على موقع ناشيونال فوتبول تيمز (الإنجليزية)
- ملفين كينغ على موقع عالم كرة القدم.نت (الإنجليزية)